# Dolina Kamienic
Dolina Kamienic – dolina na Wyżynie Krakowsko-Częstochowskiej wśród pól uprawnych, na granicy wsi Miękinia i Filipowic. Nazwa doliny pochodzi od Kamienic – malowniczych skał wapiennych górujących nad zachodnim zboczem doliny. Skałki te zbudowane są z karbońskiego wapienia. Dolina leży w południowej strefie uskokowej krawędzi Wyżyny Krakowsko-Częstochowskiej. Skały wapienne poniżej wylotu doliny pochodzą już z dużo późniejszego okresu jury.
Górna część doliny, wraz z Kamienicami wchodzi w skład Parku Krajobrazowego Dolinki Krakowskie. Dolina jest częściowo zalesiona, jej dnem płynie potok Kamienice, który bierze swój początek z obfitych źródeł w górnej części doliny. W ich pobliżu, we wschodnim zboczu doliny znajduje się uznana za pomnik przyrody Pipkowa Skała.

## Szlak rowerowy
– zielony z Krzeszowic przez Miękinię, Dolinę Kamienic, Wolę Filipowską, Puszczę Dulowską, Las Orlej, rezerwat przyrody Dolina Potoku Rudno, Sankę, Dolinę Sanki i Niedźwiedzią Górę do Krzeszowic.